# ایلیا کاتیچ
ایلیا کاتیچ (انگلیسی: Ilija Katić؛ زادهٔ ۲۰ ژوئیهٔ ۱۹۴۵) بازیکن فوتبال اهل یوگسلاوی بود.
از باشگاه‌هایی که در آن بازی کرده‌است می‌توان به باشگاه فوتبال لشو دو فوند، باشگاه فوتبال اوسیک، باشگاه فوتبال زوریخ، و باشگاه فوتبال پارتیزان اشاره کرد.
وی همچنین در تیم ملی فوتبال یوگسلاوی بازی کرده‌است.
وی در مسابقات کشوری و بین‌المللی در مجموع برندهٔ ۱ مدال طلا شده‌است.